# Kazimierz Rafał Chłapowski
Kazimierz Rafał Chłapowski (ur. 6 stycznia 1872 w Kopaszewie, zm. 26 sierpnia 1923 w Poznaniu) – polski działacz polityczny, urzędnik, poseł na Sejm I kadencji w II RP. 

## Życiorys
Syn Kazimierza (działacza społecznego) i Anny z Chłapowskich, brat Mieczysława, brat stryjeczny Alfreda. Ukończył gimnazjum w Chyrowie, następnie studiował prawo w Wiedniu, Paryżu i na Uniwersytecie Jagiellońskim. W latach 1894–1895 odbył obowiązkową służbę wojskową w cesarskiej i królewskiej Armii, w charakterze jednorocznego ochotnika. Na stopień kadeta rezerwy został mianowany ze starszeństwem z 1 stycznia 1896 i przydzielony w rezerwie do 2 Galicyjskiego Pułku Ułanów w Tarnowie. Na stopień podporucznika rezerwy został mianowany ze starszeństwem z 1 stycznia 1898. W 1903 został przeniesiony do cesarsko-królewskiej Obrony Krajowej i przydzielony do Pułku Ułanów Obrony Krajowej Nr 2 we Lwowie. W 1914 pozostawał w ewidencji c. k. Obrony Krajowej.
Pracował jako urzędnik w Namiestnictwie Kolejowym we Lwowie, później w starostwie w Białej i Samborze; był starostą w Przeworsku (1913–1918) i Białej (1918–1919). W 1916 otrzymał tytuł honorowego obywatelstwa miasta Przeworska.
W 1919 pełnił funkcję inspektora administracyjnego Ministerstwa Spraw Wewnętrznych na obszar byłego Królestwa Kongresowego. W 1920 jako ochotnik służył w Wojsku Polskim w czasie wojny z Rosją (jako referent prasowy w Okręgowym Inspektoracie Armii Ochotniczej przy Dowództwie Okręgu Generalnego Poznań i oficer łącznikowy Inspektoratu z władzami cywilnymi). Od 1920 prowadził majątek ziemski w powiecie Grodzisk. Kierował Poznańską Spółką Okowicianą.
W 1922 został wybrany na posła na Sejm I kadencji w Rzeszowie. W Sejmie był członkiem komisji administracyjnej i komisji prawniczej. Zmarł 26 sierpnia 1923 w Poznaniu. 8 stycznia 1924 został zatwierdzony w stopniu podporucznika ze starszeństwem z 1 czerwca 1919 i 142. lokatą w korpusie oficerów rezerwy jazdy. Posiadał przydział w rezerwie do 17 Pułku Ułanów Wielkopolskich w Lesznie.

## Ordery i odznaczenia
- Krzyż Wojenny za Zasługi Cywilne II klasy – 1917[10]
- Medal Jubileuszowy Pamiątkowy dla Cywilnych Funkcjonariuszów Państwowych[4]
- Krzyż Jubileuszowy dla Cywilnych Funkcjonariuszów Państwowych[4]